# Raphiglossoides aethiopicus
Raphiglossoides aethiopicus är en stekelart som beskrevs av Giordani Soika 1936. Raphiglossoides aethiopicus ingår i släktet Raphiglossoides och familjen Eumenidae. Inga underarter finns listade i Catalogue of Life.